# Ramsdorf (Regis-Breitingen)
Ramsdorf ist ein Ortsteil der Stadt Regis-Breitingen im Landkreis Leipzig (Freistaat Sachsen). Zum Ortsteil Ramsdorf gehören die Orte Ramsdorf, Hagenest und Wildenhain.

## Geografie
Ramsdorf liegt an der Landesgrenze von Sachsen zu Thüringen zwischen Lucka im Altenburger Land im Westen und Regis-Breitingen im Osten. Südlich des Orts liegen die Ortsteile Hagenest und Wildenhain. Durch Ramsdorf fließt die Schnauder.
Ramsdorf liegt im Mitteldeutschen Braunkohlerevier, aufgrund dessen der Ort zur Zeit des aktiven Braunkohleabbaus von drei Seiten von Tagebauen umgeben war. Heute sind diese Flächen renaturiert, nur im Norden ist der Tagebau Vereinigtes Schleenhain noch aktiv. Zwischen Ramsdorf und Regis-Breitingen befindet sich der Haselbacher See, der nach Flutung des Tagebaus Haselbach entstand.

## Geschichte

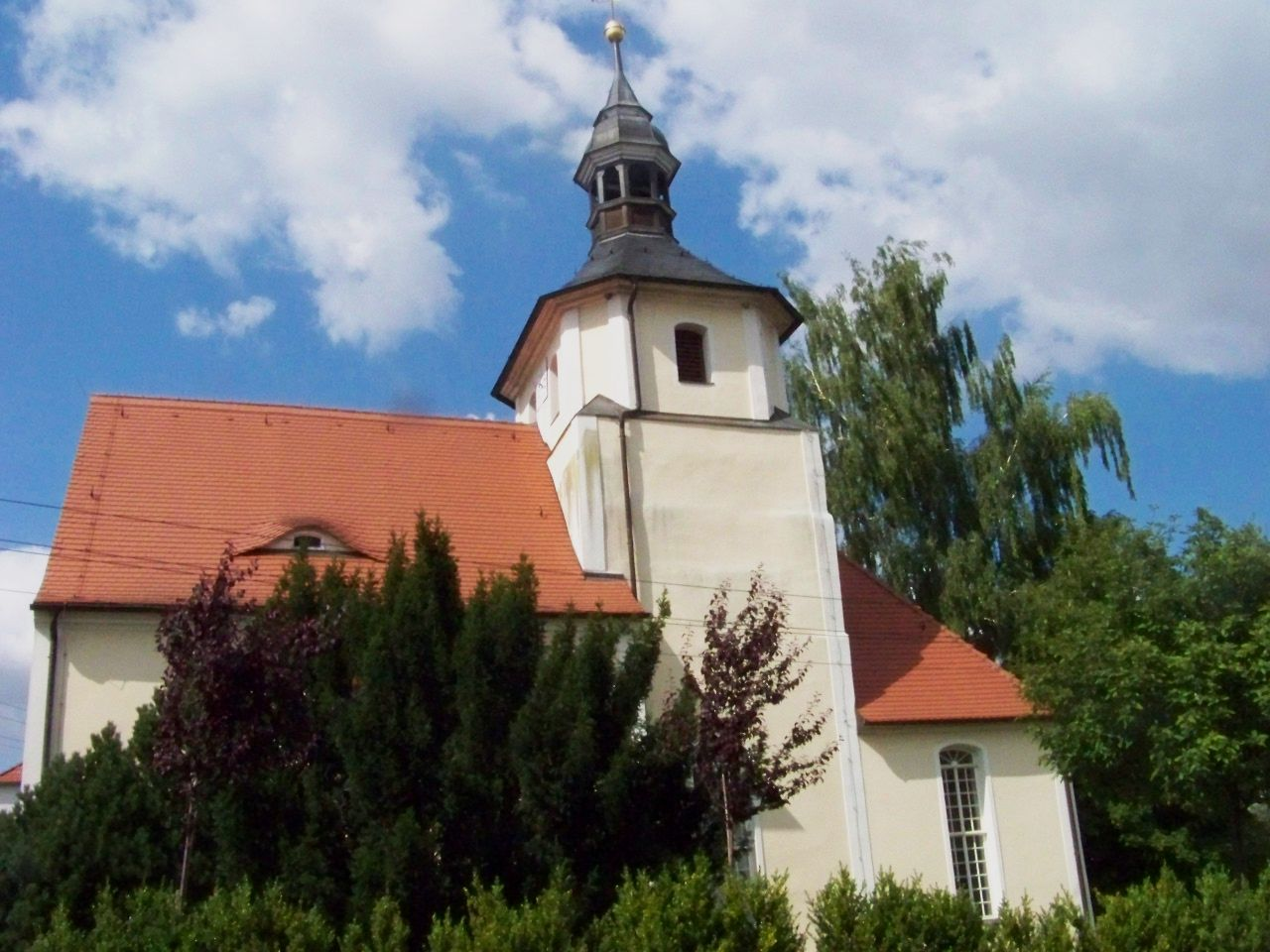
Kirche in Ramsdorf

Ramsdorf wurde 1296 erstmals als „Ramsvoldesdorf“ erwähnt. In der ursprünglich romanischen Kirche des Mehrgassendorfs befinden sich Grabdenkmäler derer von Bünau aus den Jahren 1597 und 1606. Das Rittergut Ramsdorf wurde erstmals im 16. Jahrhundert erwähnt und ist heute in einem sanierten Zustand.
Ramsdorf lag bis 1856 im kursächsischen bzw. königlich-sächsischen Amt Borna. Der Ort gehört somit länger zum Amt Borna als Wildenhain, Hagenest, Regis und Breitingen, die bis 1815 Exklaven des Amts Zeitz waren.
Ab 1856 gehörte der Ort zum Gerichtsamt Borna und ab 1875 zur Amtshauptmannschaft Borna. Zu Beginn des 20. Jahrhunderts setzte um Ramsdorf der Braunkohlebergbau ein, wodurch sich das Dorf zu einem Industrieort wandelte. 1898 eröffnete das Braunkohlewerk Ramsdorf.
Mitte des 20. Jahrhunderts wurden um Ramsdorf mehrere Großtagebaue aufgeschlossen, wodurch der Ort in mehrere Richtungen isoliert wurde. Dies waren die Tagebaue Ruppersdorf (1944–1957) und Phönix-Ost (1940–1963) im Süden, der Tagebau Haselbach (1955–1977) im Osten und der Tagebau Schleenhain (1949–1994) im Norden. Letzterer wird seit 1994 als Tagebau Vereinigtes Schleenhain fortgesetzt. Der Tagebau Haselbach nahm einen Teil der älteren Tiefbaugrube Ramsdorf in Anspruch. Nach seiner Renaturierung entstand der Haselbacher See, an dessen Westufer Ramsdorf nun liegt.
Im Zuge der zweiten Gebietsreform in der DDR wurde Ramsdorf im Jahr 1952 dem Kreis Borna im Bezirk Leipzig zugeteilt. Am 1. August 1973 wurde Hagenest mit seinem Ortsteil Wildenhain eingemeindet. Seit 1990 gehörte Ramsdorf wieder zum sächsischen Landkreis Borna, der 1994 im Landkreis Leipziger Land aufging.
Mit der Eingemeindung nach Regis-Breitingen am 1. Januar 1999 wurde Ramsdorf zusammen mit Hagenest und Wildenhain ein Ortsteil der Stadt Regis-Breitingen. Der Ort hat einen zweiten Platz in der Kategorie „Mein Dorf soll schöner werden“ gewonnen.

### Geschichte des Ritterguts Ramsdorf
In Ramsdorf befand sich seit 1269 ein Herrensitz. Das altschriftsässige Rittergut Ramsdorf wurde erstmals im 16. Jahrhundert erwähnt und ist heute in einem sanierten Zustand. Zur Gerichtsbarkeit des Ritterguts gehörten neben Ramsdorf auch der schriftsässige Ort Berndorf an der Schnauder und Teile von Großhermsdorf.
Seit dem 14. Jahrhundert war das Rittergut Ramsdorf im Besitz der obersächsischen Adelsfamilie von Weißenbach. Namentlich sind Friedrich von Weißenbach (1391), Hans von Weißenbach (1495, Ehemann von Anna von Ende), Conrad von Weißenbach (1494) und Hans Christoph von Weißenbach (1529) genannt. Nachdem letzterer das Gut an den Juristen Hieronymus Panschmann verkauft hatte, blieb es bis zu seinem Tod im Jahr 1595 in dessen Besitz. Im Jahr 1600 wurde das Rittergut von Heinrich von Bünau erworben, von dem es im gleichen Jahr durch dessen Tod an seinen Verwandten Rudolf von Bünau überging. Zu dieser Zeit hielt sich der berüchtigte Räuber Nikol List zeitweise in Ramsdorf auf. 1682 erwarb der Kaufmann Hans Christoph von Braun das Gut. Seine zweite Ehefrau war Anna Katharina von Bünau. Bis 1844 blieb das Rittergut nun im Besitz der Familie von Braun, ehe es in diesem Jahr an den Ökonomen G. Kolbe verkauft wurde. Die Patrimonialgerichtsbarkeit ging im Jahr 1854 an das königlich-sächsische Landgericht Borna über. 1857 übernahm Alexis Peltz, Mitglied der Ersten Kammer des Sächsischen Landtags, das Rittergut.
Durch den Umbau änderte sich im Jahr 1900 das äußere Erscheinungsbild des Gebäudes komplett. Zu dieser Zeit umfassten die Ländereien des Ritterguts eine Fläche von 376 Hektar, davon waren 333 Hektar Ackerfläche und 7 Bauerngüter. Zwischen 1910 und 1920 gehörte das Gut der Braunkohlewerke AG. Der selbstständige Rittergutsbezirk wurde 1921 in die Gemeinde Ramsdorf integriert. Nach dem Zweiten Weltkrieg diente das Gut Flüchtlingsfamilien als Unterkunft. Später war das Gebäude Werksunterkunft und Station der Gemeindeschwestern. In den Jahren 2001 und 2013 erfolgten umfangreiche Sanierungsaufgaben und die Umfunktionierung zum Mehrfamilienhaus.